# Dave Filoni
Dave Filoni (Mt. Lebanon, Estados Unidos, 7 de junio de 1974) es un director de animación, actor de voz, escritor de televisión, productor de televisión, director de cine y animador estadounidense conocido por su trabajo en Avatar: la leyenda de Aang y Star Wars: The Clone Wars. Fue productor ejecutivo de Star Wars Rebels para todas las temporadas, y durante las primeras 2 temporadas y la última se desempeñó como director supervisor, siendo sucedido como director supervisor por Justin Ridge para la tercera temporada en septiembre de 2016 cuando Filoni aceptó un ascenso para supervisar todos los proyectos de animación de Lucasfilm. También ha trabajado en The Mandalorian y Star Wars: The Bad Batch. En 2023 fue ascendido a director creativo de Lucasfilm.

## Biografía
Filoni nació en Mt. Lebanon, un suburbio de Pittsburgh, Pensilvania, el 7 de junio de 1974. El padre de Filoni era aficionado a la ópera y a la música clásica, según el compositor Kevin Kiner, que hizo la mayor parte de la música de The Clone Wars y Rebels. Como tal, heredó el aprecio por la música clásica y ayudó con el proceso de colaboración, con Kiner acreditando a Filoni por sugerir el órgano en el tema del Gran Almirante Thrawn de Rebels. Filoni también ha dicho que su abuelo y su tío eran pilotos, con este último especializado en la restauración de aviones. Citó esto como una influencia significativa con respecto al concepto de la Resistencia de Star  Wars. Filoni se graduó en el instituto Mt. Lebanon en 1992 y en la Universidad Edinboro de Pensilvania en 1996.

## Trayectoria
Antes de trabajar en Lucasfilm Animation, Filoni trabajó como dibujante de storyboards y/o ayudante de dirección en varias series de animación, entre ellas King of the Hill, de Mike Judge, y en programas de Disney Television Animation como Teamo Supremo y Kim Possible, antes de pasar a dirigir muchos de los episodios de la primera temporada de la serie de animación Avatar: The Last Airbender, de Nickelodeon.

### Star Wars
Fan incondicional de La Guerra de las Galaxias, en especial de su personaje Plo Koon, Filoni se disfrazó de Maestro Jedi en el estreno de La venganza de los Sith. Filoni dejó Nickelodeon cuando George Lucas le ofreció un trabajo para ayudarle a desarrollar una serie de animación de La Guerra de las Galaxias. En el programa The Star Wars Show, Filoni reveló que en un principio creyó que le estaban gastando una broma cuando le ofrecieron el trabajo en Star Wars.
La oficina de Filoni, tal y como se ve en los extras del DVD Star Wars: The Clone Wars, está llena de parafernalia de Plo Koon: un busto con la cabeza de Plo Koon, una maqueta de la nave de Plo Koon, un retrato autografiado por el actor que interpretó a Plo Koon, una réplica del sable láser de Plo Koon en su escritorio y su traje personal de Plo Koon. Filoni también tiene en su escritorio una agenda del tamaño de un cuaderno con la foto de Plo Koon pegada en el exterior, y ha escrito las palabras «Plo Kool» en diseños conceptuales de las Guerras Clon, indicando que le gustaban esos diseños. Filoni también tiene en su escritorio un pequeño modelo del personaje Appa, de Avatar: The Last Airbender. Filoni ha asistido a todos los estrenos de Clone Wars y asistió al estreno de la quinta temporada en Orlando, Florida, durante el evento especial Celebration VI el 24 de agosto de 2012. Se le asocia más con el desarrollo de los personajes de Ahsoka Tano y el Capitán Rex.

#### Producción y dirección
En 2008, fue director del largometraje Star Wars: The Clone Wars, y el director supervisor de la serie de televisión Star Wars: The Clone Wars.
Filoni hizo una aparición en Celebration IV en mayo de 2007 con la productora Catherine Winder para hablar de los inicios de la nueva serie de televisión y revelar cómo se estaba creando The Clone Wars. En ese momento, anunció que escribiría para el cómic mensual de Clone Wars. Filoni da voz al cazarrecompensas Embo en varios episodios de las distintas temporadas. En febrero de 2009, Filoni fue nombrado miembro honorario de la organización internacional de vestuario 501st Legion en reconocimiento a su contribución a la saga Star Wars.
Filoni fue productor ejecutivo de Star Wars Rebels, que se estrenó en el otoño de 2014, junto a Greg Weisman y Simon Kinberg. Durante las dos primeras temporadas, también fue su director supervisor. Nombró a Justin Ridge como su sucesor para el resto de la serie, aunque siguió siendo productor ejecutivo. Filoni dejó el cargo de director supervisor en septiembre de 2016, cuando se le encomendó la supervisión de todos los proyectos futuros y actuales de Lucasfilm Animation. Volvió como director supervisor para la cuarta temporada. Durante toda la serie, Filoni también puso voz al droide astromecánico Chopper.
En 2019, Jon Favreau invitó a Filoni a trabajar con él para crear The Mandalorian, una serie de televisión de acción real de Star Wars que se estrenó en Disney+ en noviembre de 2019. Referido como una «enciclopedia Lucas», contribuye y asesora en muchos aspectos de la producción de la serie y comenzó a influir en la dirección de la historia en la segunda temporada. Es productor ejecutivo del programa e hizo su debut en live-action como director del episodio uno de la primera temporada. Filoni también ha participado como productor ejecutivo de otros programas interconectados de Star Wars, The Book of Boba Fett, Ahsoka y Skeleton Crew. En abril de 2023, se anunció que Filoni escribiría y dirigiría una película de Star Wars, cerrando estas historias interconectadas con un enfoque en la Nueva República.

#### Promoción
A mediados de 2020, Lucasfilm ascendió silenciosamente a Filoni como productor ejecutivo y director creativo ejecutivo del estudio. Su ascenso no se anunció al público hasta que Lucasfilm actualizó la lista de ejecutivos en su sitio web con la incorporación de Filoni en mayo de 2021. En noviembre de 2023, se anunció que Filoni había sido ascendido a director creativo.

#### Doblaje
Filoni puso voz al cazarrecompensas Embo y al droide CH-33P («Cheep») en Star Wars: The Clone Wars. En los episodios de la tercera temporada de Star Wars Rebels «The Holocrons of Fate» y «Legacy of Mandalore», Filoni puso voz a un tripulante rebelde, a un soldado de asalto y a un guerrero mandaloriano, respectivamente. También puso voz a Chopper durante toda la serie, algo que no se reveló hasta los créditos finales.

#### Actuación
Filoni debutó como actor de acción real en The Mandalorian interpretando a un piloto de Ala-X llamado Trapper Wolf en el capítulo 6: The Prisoner. Más tarde repitió el personaje en el Capítulo 10: El Pasajero y en el Capítulo 21: El Pirata.

## Filmografía

### Créditos en escritura y dirección en cine
| Título                           | Director | Escritor | Notas |
| -------------------------------- | -------- | -------- | ----- |
| Película de Star Wars sin título | Sí       | No       |       |

### Créditos en escritura y dirección en televisión
| Título                       | Temporada          | N.º                | Episodio                                           | Director | Escritor  | Notas                                                                        |
| ---------------------------- | ------------------ | ------------------ | -------------------------------------------------- | -------- | --------- | ---------------------------------------------------------------------------- |
| Avatar: The Last Airbender   | 1                  | 1                  | "The Boy in the Iceberg"                           | Sí       |           |                                                                              |
| Avatar: The Last Airbender   | 1                  | 2                  | "The Avatar Returns"                               | Sí       |           |                                                                              |
| Avatar: The Last Airbender   | 1                  | 6                  | "Imprisoned"                                       | Sí       |           |                                                                              |
| Avatar: The Last Airbender   | 1                  | 10                 | "Jet"                                              | Sí       |           |                                                                              |
| Avatar: The Last Airbender   | 1                  | 13                 | "The Blue Spirit"                                  | Sí       |           |                                                                              |
| Avatar: The Last Airbender   | 1                  | 14                 | "The Fortuneteller"                                | Sí       |           |                                                                              |
| Avatar: The Last Airbender   | 1                  | 17                 | "The Northern Air Temple"                          | Sí       |           |                                                                              |
| Avatar: The Last Airbender   | 1                  | 20                 | "The Siege of the North, Part 2"                   | Sí       |           |                                                                              |
| Star Wars: The Clone Wars    | Película para cine | Película para cine | Película para cine                                 | Sí       |           |                                                                              |
| Star Wars: The Clone Wars    | 1                  | 2                  | "Rising Malevolence"                               | Sí       | Adicional | Guion de Steven Melching                                                     |
| Star Wars: The Clone Wars    | 1                  | 3                  | "Shadow of Malevolence"                            |          | Adicional | Guion de Steven Melching                                                     |
| Star Wars: The Clone Wars    | 1                  | 4                  | "Destroy Malevolence"                              |          | Adicional | Guion de Steven Melching                                                     |
| Star Wars: The Clone Wars    | 1                  | 9                  | "Cloak of Darkness"                                | Sí       |           |                                                                              |
| Star Wars: The Clone Wars    | 2                  | 22                 | "Lethal Trackdown"                                 | Sí       | Sí        | Coescrito con Drew Z. Greenberg                                              |
| Star Wars: The Clone Wars    | 3                  | 1                  | "Clone Cadets"                                     | Sí       |           |                                                                              |
| Star Wars: The Clone Wars    | 3                  | 21                 | "Padawan Lost"                                     | Sí       |           |                                                                              |
| Star Wars: The Clone Wars    | 3                  | 22                 | "Wookiee Hunt"                                     | Sí       |           |                                                                              |
| Star Wars: The Clone Wars    | 4                  | 14                 | "A Friend in Need"                                 | Sí       |           |                                                                              |
| Star Wars: The Clone Wars    | 5                  | 2                  | "A War on Two Fronts"                              | Sí       |           |                                                                              |
| Star Wars: The Clone Wars    | 5                  | 20                 | "The Wrong Jedi"                                   | Sí       |           |                                                                              |
| Star Wars: The Clone Wars    | 7                  | 2                  | "A Distant Echo"                                   |          | Sí        | Coescrito con Matt Michnovetz & Brent Friedman                               |
| Star Wars: The Clone Wars    | 7                  | 5                  | "Gone with a Trace"                                |          | Sí        | Coescrito con Charles Murray                                                 |
| Star Wars: The Clone Wars    | 7                  | 6                  | "Deal No Deal"                                     |          | Sí        | Coescrito con Charles Murray                                                 |
| Star Wars: The Clone Wars    | 7                  | 7                  | "Dangerous Debt"                                   |          | Sí        | Coescrito con Charles Murray                                                 |
| Star Wars: The Clone Wars    | 7                  | 8                  | "Together Again"                                   |          | Sí        | Coescrito con Charles Murray                                                 |
| Star Wars: The Clone Wars    | 7                  | 9                  | "Old Friends, Not Forgotten"                       |          | Sí        |                                                                              |
| Star Wars: The Clone Wars    | 7                  | 10                 | "The Phantom Apprentice"                           |          | Sí        |                                                                              |
| Star Wars: The Clone Wars    | 7                  | 11                 | "Shattered"                                        |          | Sí        |                                                                              |
| Star Wars: The Clone Wars    | 7                  | 12                 | "Victory and Death"                                |          | Sí        |                                                                              |
| Star Wars Rebels             | Cortos             | 1                  | "The Machine in the Ghost"                         | Sí       |           |                                                                              |
| Star Wars Rebels             | Cortos             | 4                  | "Property of Ezra Bridger"                         | Sí       |           |                                                                              |
| Star Wars Rebels             | 1                  | 10                 | "Path of the Jedi"                                 | Sí       |           |                                                                              |
| Star Wars Rebels             | 1                  | 15                 | "Fire Across the Galaxy"                           | Sí       |           |                                                                              |
| Star Wars Rebels             | 2                  | 3                  | "The Lost Commanders"                              | Sí       |           | Codirigido con Sergio Páez                                                   |
| Star Wars Rebels             | 2                  | 7                  | "Wings of the Master"                              | Sí       |           | Codirigido con Sergio Páez                                                   |
| Star Wars Rebels             | 2                  | 21-22              | "Twilight of the Apprentice"                       | Sí       | Sí        | Coescrito con Melching & Simon Kinberg                                       |
| Star Wars Rebels             | 3                  | 12-13              | "Ghosts of Geonosis"                               |          | Sí        | Coescrito con Melching & Michnovetz                                          |
| Star Wars Rebels             | 3                  | 15                 | "Trials of the Darksaber"                          |          | Sí        |                                                                              |
| Star Wars Rebels             | 3                  | 20                 | "Twin Suns"                                        | Sí       | Sí        | Coescrito con Henry Gilroy                                                   |
| Star Wars Rebels             | 4                  | 6                  | "Flight of the Defender"                           |          | Sí        | Coescrito con Melching                                                       |
| Star Wars Rebels             | 4                  | 7                  | "Kindred"                                          |          | Sí        | Coescrito con Gilroy                                                         |
| Star Wars Rebels             | 4                  | 9                  | "Rebel Assault"                                    |          | Sí        | Coescrito con Melching                                                       |
| Star Wars Rebels             | 4                  | 10                 | "Jedi Night"                                       |          | Sí        | Coescrito con Gilroy                                                         |
| Star Wars Rebels             | 4                  | 11                 | "DUME"                                             |          | Sí        | Coescrito con Christopher Yost                                               |
| Star Wars Rebels             | 4                  | 12                 | "Wolves and a Door"                                | Sí       | Sí        | Codirigido con Bosco Ng                                                      |
| Star Wars Rebels             | 4                  | 13                 | "A World Between Worlds"                           | Sí       | Sí        | Codirigido con Steward Lee                                                   |
| Star Wars Rebels             | 4                  | 14                 | "A Fool's Hope"                                    | Sí       |           | Codirigido con Saúl Ruiz                                                     |
| Star Wars Rebels             | 4                  | 15-16              | "Family Reunion and Farewell"                      | Sí       | Sí        | Codirigido con Ng & Páez Coescrito con Gilroy, Kinberg, Melching & Kiri Hart |
| Star Wars Resistance         | 1                  | 1-2                | "The Recruit"                                      |          | Historia  | Guion de Brandon Auman                                                       |
| The Mandalorian              | 1                  | 1                  | "Chapter 1: The Mandalorian"                       | Sí       |           |                                                                              |
| The Mandalorian              | 1                  | 5                  | "Chapter 5: The Gunslinger"                        | Sí       | Sí        |                                                                              |
| The Mandalorian              | 2                  | 5                  | "Chapter 13: The Jedi"                             | Sí       | Sí        |                                                                              |
| The Mandalorian              | 3                  | 4                  | "Chapter 20: The Foundling"                        |          | Sí        | Coescrito con Jon Favreau                                                    |
| The Mandalorian              | 3                  | 7                  | "Chapter 23: The Spies"                            |          | Sí        | Coescrito con Jon Favreau                                                    |
| Star Wars: The Bad Batch     | 1                  | 1                  | "Aftermath"                                        |          | Sí        | Coescrito con Jennifer Corbett                                               |
| The Book of Boba Fett        | 1                  | 6                  | "Chapter 6: From the Desert Comes a Stranger"      | Sí       | Sí        | Coescrito con Jon Favreau                                                    |
| Star Wars: Tales of the Jedi | 1                  | 1                  | "Life and Death"                                   |          | Sí        |                                                                              |
| Star Wars: Tales of the Jedi | 1                  | 2                  | "Justice"                                          |          | Sí        |                                                                              |
| Star Wars: Tales of the Jedi | 1                  | 4                  | "The Sith Lord"                                    |          | Sí        |                                                                              |
| Star Wars: Tales of the Jedi | 1                  | 5                  | "Practice Makes Perfect"                           |          | Sí        |                                                                              |
| Star Wars: Tales of the Jedi | 1                  | 6                  | "Resolve"                                          |          | Sí        |                                                                              |
| Ahsoka                       | 1                  | 1                  | "Part One: Master and Apprentice"                  | Sí       | Sí        |                                                                              |
| Ahsoka                       | 1                  | 2                  | "Part Two: Toil and Trouble"                       |          | Sí        |                                                                              |
| Ahsoka                       | 1                  | 3                  | "Part Three: Time to Fly"                          |          | Sí        |                                                                              |
| Ahsoka                       | 1                  | 4                  | "Part Four: Fallen Jedi"                           |          | Sí        |                                                                              |
| Ahsoka                       | 1                  | 5                  | "Part Five: Shadow Warrior"                        | Sí       | Sí        |                                                                              |
| Ahsoka                       | 1                  | 6                  | "Part Six: Far, Far Away"                          |          | Sí        |                                                                              |
| Ahsoka                       | 1                  | 7                  | "Part Seven: Dreams and Madness"                   |          | Sí        |                                                                              |
| Ahsoka                       | 1                  | 8                  | "Part Eight: The Jedi, the Witch, and the Warlord" |          | Sí        |                                                                              |